# Stille Nacht, heilige Nacht

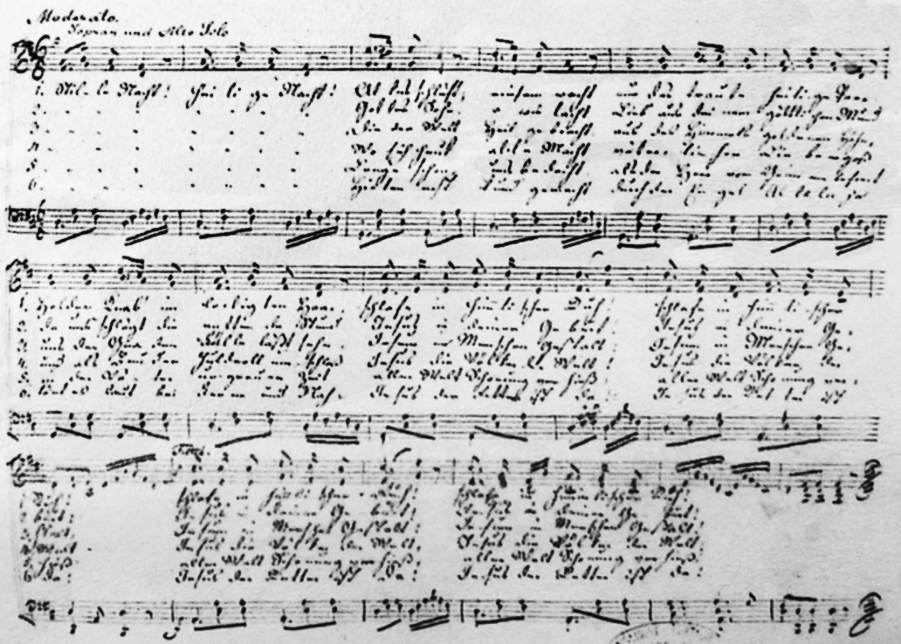
Stille Nacht, partitura autografa di Franz Xaver Gruber

Stille Nacht, heilige Nacht, nota anche semplicemente come Stille Nacht, tradotto in italiano: "Notte quieta" o "Notte calma", è uno fra i più celebri canti di Natale al mondo, di origine austriaca, tradotto in più di 300 lingue e dialetti. In italiano la canzone è nota con il titolo di Astro del ciel, con un testo differente.
Dagli anni '90 il brano è stato reinterpretato e inciso da numerosi artisti, tra cui Ernestine Schumann-Heink, Anton Karas, Frank Sinatra, Frank Martin, Mariah Carey, Christina Aguilera, Destiny's Child e Kelly Clarkson e dei cantanti italiani Andrea Bocelli, Iva Zanicchi, Laura Pausini e Elisa.

## Storia

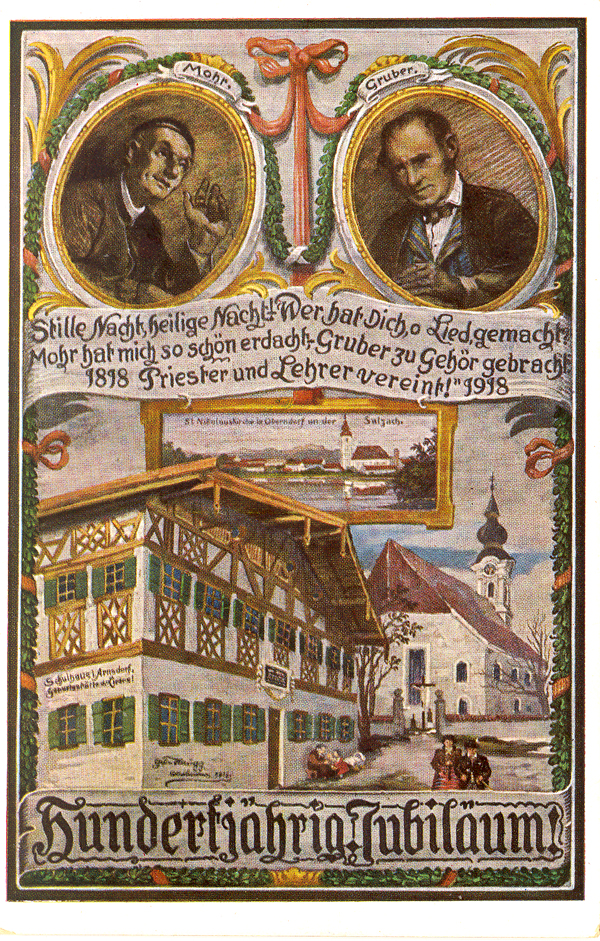
Joseph Mohr e Franz Xaver Gruber

Le parole furono scritte nel 1816 dal sacerdote salisburghese Joseph Mohr, allora assistente parrocchiale nella chiesa di Mariapfarr (nel Lungau, regione di Salisburgo), che le conservò rimanendo in attesa di trovare qualcuno che potesse metterle in musica. Due anni dopo incontrò Franz Xaver Gruber, allora maestro elementare ad Arnsdorf ed organista a Oberndorf, originario dell'Alta Austria, che compose la musica.
Il territorio austriaco non era stato risparmiato dalle recenti guerre napoleoniche e devastazioni e miseria erano ovunque. I versi del giovane sacerdote dovevano essere di conforto e speranza alla popolazione prostrata. Nel Natale del 1816 furono soltanto letti, mentre due anni dopo, con la musica che Gruber compose di getto, poterono essere cantati.
Mohr chiese a Gruber di musicare il brano da lui scritto per due voci soliste, coro e chitarra il 24 dicembre 1818. Gruber compose la partitura e la mostrò a Mohr, che approvò subito.
La prima esecuzione pubblica avvenne nella stessa notte della Vigilia di Natale del 1818 durante la Messa nella chiesa di San Nicola a Oberndorf; il brano venne eseguito dai suoi due autori, con Mohr che cantava la parte del tenore ed accompagnava con la chitarra Gruber, che intonava la parte del basso.Un racconto tradizionale riporta che sarebbe stata utilizzata la chitarra come strumento di accompagnamento in quanto l'organo della chiesa di San Nicola era guasto poiché il mantice era stato rosicchiato dai topi e la riparazione era impossibile in tempi brevi.
Lo spartito fu raccolto da Karl Mauracher, fabbricante di organi della Zillertal, che lo portò con sé in Tirolo, dove ebbe subito larga diffusione. Da questa regione ogni anno erano in molti a mettersi in viaggio per vendere nei paesi vicini i prodotti dell'artigianato locale. Da allora portarono con sé anche le note di Stille Nacht. In particolare, le famiglie Strasser e Rainer fecero conoscere la melodia di Gruber in tutta Europa e poi nel mondo.
Oggigiorno è uno dei canti natalizi più diffusi al mondo: sono oltre due miliardi le persone che lo conoscono. Nel 2018, in Austria, i 200 anni del brano sono stati celebrati da diversi eventi, tra cui una mostra regionale articolata in 13 località – tutte quelle legate ai luoghi dove furono scritti i versi, dove fu composta la musica, dove insegnò Gruber, dove morì e fu sepolto, ecc… – l'inaugurazione di alcuni musei dedicati al canto e un musical, la cui prima si è tenuta il 24 dicembre 2018, esattamente due secoli dopo la composizione e la prima esecuzione della canzone, nella sala dei concerti del Festival di Salisburgo. L'opera è stata commissionata in lingua inglese a John Debney.
Il testo ufficiale della versione italiana, dal titolo Astro del ciel, non è la traduzione dell'originale in tedesco, bensì un componimento originale scritto per la stessa base musicale dal sacerdote bergamasco Angelo Meli (1901-1970) e pubblicato nel 1937 dalle Edizioni Carrara di Bergamo.

## Testi e melodia
testo tedesco originale
Stille Nacht! Heilige Nacht!

Alles schläft; einsam wacht

Nur das traute hochheilige Paar.

Holder Knab' im lockigen Haar,

Schlafe in himmlischer Ruh!

Schlafe in himmlischer Ruh

Stille Nacht! Heilige Nacht!

Gottes Sohn! O wie lacht

Lieb' aus deinem göttlichen Mund,

Da uns schlägt die rettende Stund',

Jesus in deiner Geburt!

Jesus in deiner Geburt!

Stille Nacht! Heilige Nacht!

Die der Welt Heil gebracht,

Aus des Himmels goldenen Höhn

Uns der Gnaden Fülle läßt seh'n

Jesum in Menschengestalt,

Jesum in Menschengestalt

Stille Nacht! Heilige Nacht!

Wo sich heut' alle Macht

Väterlicher Liebe ergoss

Und als Bruder huldvoll umschloss

Jesus die Völker der Welt,

Jesus die Völker der Welt.

Stille Nacht! Heilige Nacht!

Lange schon uns bedacht,

Als der Herr vom Grimme befreit,

In der Väter urgrauer Zeit

Aller Welt Schonung verhieß,

Aller Welt Schonung verhieß.

Stille Nacht! Heilige Nacht!

Hirten erst kundgemacht

Durch der Engel Alleluja.

Tönt es laut bei Ferne und Nah:

Jesus, der Retter ist da!

Jesus, der Retter ist da!
La versione tedesca moderna esibisce solo poche differenze minori (si canta "Christ" per "Jesus/Jesum") e, di solito, si cantano solo la prima strofa, poi l'ultima strofa, e poi la strofa originariamente seconda.
Melodia originaria
La prima edizione venne pubblicata da August Robert Friese nel 1833 in una raccolta di Vier echte Tyroler Lieder (Quattro autentici canti tirolesi), corredato dal seguente testo:
La versione contemporanea, conforme alla versione corale summenzionata, è la seguente:

## Esecuzioni
- 1918 – Ernestine Schumann-Heink (78 giri) (Victrola, 88138); album del 1997 The Complete Recordings - Volume I: 1900-09 (Romophone – 81029-2)
- 1950 – Anton Karas - Vienna City of my Dreams/Silent Night, Holy Night (Stille nacht, heilige nacht) (78 giri) (Columbia Records – D.B. 2635), pubblicato in Francia e Regno Unito; album del 2002 The First Man of the Zither (Jasmine Records – JASCD 123) pubblicato nel Regno Unito
- 1957 – Herb Kern, Lloyd Sloop, Warren Arey - Adeste fidelis/Silent Night (45 giri) (Cetra, SP 89)
- 1959 – Giulio Libano e la sua orchestra con Coro di Voci Bianche diretto da Mario Mellier (EP) (Jolly Hi-Fi Records – EPJ 1058)
- 1960 – Gemischter Chor diretto da Walter Lutze, organista Traute Richter Stille nacht, heilige nacht / Oh, du fröhliche... (45 giri) (Telefunken – U 45 332), pubblicato in Germania
- 1960 – Giampiero Boneschi e la sua orchestra (EP) (Dischi Ricordi – 45 ERP 15-005); compilation del 1977 Buon Natale (Dischi Ricordi – ORL 8172)
- 1962 – Luigi Giudici (organista) (EP) (Dischi Ricordi – 45 ERP 15-009); compilation del 1977 Buon Natale (Dischi Ricordi – ORL 8172)
- 1965 – Nini Rosso - Weihnachten mit Nini Rosso (33 giri) (Hansa Records – 75 421 IU), pubblicato in Germania
- 1966 - ((Simon & Garfunkel)) ""7 O'Clock News/SilentNight""; album "Parsley, Sage, Rosemary and Thyme", cantata a due voci da Art Garfunkel e Paul Simon con accompagnamento arpeggiato del pianoforte, che si mescola alle stridenti notizie del giornale radio delle 7.
- 1967 – Heintje - Stille nacht, heilige nacht/Er is een roos ontsprongen (45 giri) (CNR – UH 9985); Weihnachten mit Heintje (Philips, 865.000 PY)
- 1968 – Franklin Engleman, compilation Notte di Natale (Music Parade Cetra, LEL 31)
- 1968 – Nini Rosso - Gioia al mondo (Joy of the World!)/Oh santa notte (O Holy Night) (45 giri)
- 1970 – ...E Gli Angeli Cantano - Astro del ciel/O tannenbaum (45 giri) (Napoleon – NT 3026)
- 1971 – Ezio Leoni e la sua orchestra con Coro di Voci Bianche diretto da Mario Mellier Mezzanotte di Natale/Astro del ciel (Stille Nacht) (45 giri) (Signal – S 578x45)
- 1973 – Waldo De Los Rios - Navidad con Waldo De Los Rios (33 giri) (Hispavox, HHS 11-250), pubblicato in Spagna, Francia, Belgio, Canada Regno Unito, Germania
- 1973 – Iva Zanicchi - Natale dura un giorno (45 giri) (Ri-Fi – RFN NP 16551); compilation Dolce notte santa notte (Ri-Fi – RDZ-ST-S 14232)
- 1976 – Can - Silent Night/Cascade Waltz (45 giri) (Virgin Records – VS 166); compilation Springer's 11th Annual Holiday Tuneage Christmas 1994 (Charlie Springer Records – CSR 1994)
- 1978 – The Dickies - Silent Night/The Sound of Silence (45 giri) (A&M Records – AM 2092); album Great Dictations (The Definitive Dickies Collection) (A&M Records – CS 5236), pubblicato negli Stati Uniti d'America, Regno Unito
- 1978 – Yobs - Silent Nite/Stille nacht (45 giri) (NEMS – YOB 79); album del 1980 The Yobs Christmas Album (Safari Records – Rude 1)
- 1979 – Frank Martin - Stille nacht/Ihr kinderlein, kommet (45 giri) (Music-Flat – B 390471), pubblicato in Germania
- 1990 – Elio e le Storie Tese - The Los Sri Lanka Parakramabahu Brothers featuring Elio e le Storie Tese (album) (Epic Records – 6565484)
- 1994 – Mariah Carey - Merry Christmas (album) (Columbia Records)
- 1995 – Kirk Franklin and The Family - Christmas (33 giri) (GospoCentric Records - 75751-70011-2)
- 1999 – Andrea Bocelli e il Coro di Voci Bianche dell'Acrum diretto da Paolo Lucci, album Sacred Arias (Sugar Music – 462 600-2 PH)
- 2000 – Christina Aguilera - My Kind of Christmas (album) (Sony Music)
- 2001 – Destiny's Child - 8 Days of Christmas (album) (Columbia Records)
- 2004 – William Basinski - Silent Night (album) (2062 – 2062.0401)
- 2004 – Frank Sinatra - Frank Sinatra Christmas Collection (Reprise Records)
- 2005 – Nathan Fake - Silent Night/Grandfathered (45 giri) (Border Community – 10BCX); compilation Christmas Tales (Raar FM – XMAS 05)
- 2008 – The Flaming Lips - Silent Night/Lord, Can You Hear Me/It's Christmas Time Again (45 giri) (Warner Bros. Records – 516756-7)
- 2013 – Kelly Clarkson - Wrapped in Red (album) (RCA Records)
- 2016 – Laura Pausini - Laura Xmas (album) (Atlantic Records)
- 2017 – Gwen Stefani - You Make It Feel like Christmas (album) (Interscope Records)
- 2018 – Josh Homme & C. W. Stoneking - Silent Night/'Twas The Night Before Christmas (album) (Rekords Rekords)
- 2023 – Elisa - Intimate - Recording at Abbey Road Studios (album) (Island Records)